# Leonoscia bicolorata
Leonoscia bicolorata är en kräftdjursart som beskrevs av Franco Ferrara och Helmut Schmalfuss 1985. Leonoscia bicolorata ingår i släktet Leonoscia och familjen Philosciidae. Inga underarter finns listade i Catalogue of Life.